# Duane Jones (jugador de snooker)
Duane Jones (Mountain Ash, 30 de abril de 1993) es un jugador de snooker galés.

## Biografía
Nació en la localidad galesa de Mountain Ash en 1993. Es jugador profesional de snooker desde 2015. No se ha proclamado campeón de ningún torneo de ranking, y su mejor resultado hasta la fecha fue alcanzar las semifinales del Masters de Alemania de 2019, en las que cayó derrotado (1-6) ante David Gilbert. Tampoco ha logrado hilar ninguna tacada máxima, y la más alta de su carrera está en 141.